# Зураб Ментешашвілі
Зураб Ментешашвілі (груз. ზურაბ მენთეშაშვილი, нар. 30 січня 1980, Руставі) — грузинський футболіст, що грав на позиції півзахисника.
Восьмиразовий чемпіон Латвії. Чотириразовий володар Кубка Латвії. Триразовий володар Кубка Лівонії.

## Клубна кар'єра
У дорослому футболі дебютував 1996 року виступами за команду «Олімпі» (Руставі), в якій провів два сезони, взявши участь у 15 матчах чемпіонату. 
Протягом 1998—1999 років захищав кольори клубу «ВІТ Джорджія».
Своєю грою за останню команду привернув увагу представників тренерського штабу клубу «Сконто», до складу якого приєднався 1999 року. Відіграв за ризький клуб наступні три сезони своєї ігрової кар'єри. Більшість часу, проведеного у складі «Сконто», був основним гравцем команди.
Протягом 2002—2003 років захищав кольори клубу «Аланія».
У 2003 році повернувся до клубу «Сконто». Цього разу провів у складі його команди три сезони.  Граючи у складі «Сконто» також здебільшого виходив на поле в основному складі команди.
Згодом з 2006 по 2013 рік грав у складі команд «Шинник», «Вентспілс», «Хапоель» (Тель-Авів), «Хапоель» (Ашкелон), «Зестафоні» та «Металург» (Руставі). Протягом цих років двічі виборював титул чемпіона Латвії, ставав володарем Кубка Латвії.
Завершив ігрову кар'єру у команді «Сабуртало», за яку виступав протягом 2013—2015 років.

## Виступи за збірну
У 2000 році дебютував в офіційних матчах у складі національної збірної Грузії.
Загалом протягом кар'єри в національній команді, яка тривала 11 років, провів у її формі 40 матчів, забивши один гол.

## Титули і досягнення
- Чемпіон Латвії (8):

«Сконто»: 1999, 2000, 2001, 2002, 2003, 2004
«Вентспілс»: 2007, 2008
- Володар Кубка Латвії (4):

«Сконто»: 2000, 2001, 2002
«Вентспілс»: 2007
- Володар Кубка Лівонії (3):

«Сконто»: 2003, 2004, 2005